# GWR Clase 3700
Las máquinas del Great Western Railway de la Clase 3700 (también conocidas como de la Clase City), eran una serie de veinte locomotoras de vapor del tipo 4-4-0, diseñadas para transportar trenes expresos de pasajeros.

## Construcción
En septiembre de 1902 se equipó una locomotora de la Clase Atbara, la número 3405 Mauritius con una nueva caldera cónica sin cúpula y fogón Belpaire. Se convirtió en la primera GWR 4-4-0 equipada con una caldera cónica, que se convirtió en el prototipo de la caldera Standard Número 4 de Churchward. En marzo de 1903 se completó la locomotora City of Bath número 3433, la primera de la Clase City. Se equipó con la forma final de la caldera Standard No.4, con lados ligeramente curvados y una parte superior cónica en la cámara de combustión. Otras nueve locomotoras se completaron en mayo de 1903. Entre febrero de 1907 y diciembre de 1908, se reconstruyeron nueve máquinas de la Clase Atbara con esta caldera, y se incorporaron a la Clase City. Finalmente, todas las unidades de la clase serían retiradas entre octubre de 1927 y mayo de 1931.

## Detalles
| Primer No. | Segundo No. | Nombre    | Construcción | Reconstrucción | Desguace | Notas                            |
| ---------- | ----------- | --------- | ------------ | -------------- | -------- | -------------------------------- |
| 3400       | 3700        | Durban    | Ago 1901     | Abr 1907       | Nov 1929 |                                  |
| 3401       | 3701        | Gibraltar | Ago 1901     | Feb 1907       | Ago 1928 |                                  |
| 3402       | 3702        | Halifax   | Ago 1901     | Dic 1908       | Abr 1929 |                                  |
| 3403       | 3703        | Hobart    | Sep 1901     | Feb 1909       | Ago 1929 |                                  |
| 3404       | 3704        | Lyttleton | Sep 1901     | Oct 1907       | Sep 1928 | Renombrada Lyttelton en jun 1920 |
| 3405       | 3705        | Mauricio  | Sep 1901     | Sep 1902       | Sep 1928 |                                  |
| 3406       | 3706        | Melbourne | Sep 1901     | Ene 1908       | Jun 1929 |                                  |
| 3407       | 3707        | Malta     | Sep 1901     | Nov 1908       | Abr 1929 |                                  |
| 3408       | 3708        | Ofir      | Oct 1901     | May 1907       | Oct 1929 | Renombrada Killarney en sep 1907 |
| 3409       | 3709        | Quebec    | Oct 1901     | Nov 1907       | Sep 1929 |                                  |

| Primer No. | Segundo No. | Nombre             | Construcción | Desguace | Notas                     |
| ---------- | ----------- | ------------------ | ------------ | -------- | ------------------------- |
| 3433       | 3710        | Bath               | Mar 1903     | Sep 1928 |                           |
| 3434       | 3711        | City of Birmingham | May 1903     | Jul 1930 |                           |
| 3435       | 3712        | Bristol            | May 1903     | May 1931 | Última en desguazarse     |
| 3436       | 3713        | City of Chester    | May 1903     | Dic 1929 |                           |
| 3437       | 3714        | City of Gloucester | May 1903     | Nov 1929 |                           |
| 3438       | 3715        | City of Hereford   | May 1903     | Oct 1929 |                           |
| 3439       | 3716        | City de Londres    | May 1903     | Abr 1929 |                           |
| 3440       | 3717        | City of Truro      | May 1903     | Mar 1931 | Preservada                |
| 3441       | 3718        | City of Winchester | May 1903     | Oct 1927 | Primera en desguazarse    |
| 3442       | 3719        | City of Worcester  | May 1903     | Apr 1929 | Renombrada City of Exeter |

## Modificaciones
El sobrecalentamiento de la caldera se aplicó por primera vez a la locomotora número 3702 Halifax en junio de 1910. Toda la clase había sido equipada con sobrecalentadores en 1912. La alimentación de la caldera fue instalada originalmente con válvulas antirretorno en la parte inferior del cuerpo de la caldera. Se introdujeron nuevas calderas en 1912 y nuevas chimeneas de hierro fundido en 1921. Las válvulas de corredera fueron reemplazadas por válvulas de pistón de 8 plg (20,3 cm) de diámetro en 1914. Todas las máquinas estaban equipadas con engranaje inversor de vapor, pero solo en unas pocas, incluida la No. 3716 City of London, se reemplazó el engranaje por un sistema de tornillo reversible. El bogie de suspensión Dean fue reemplazado por un bogie desarrollado a partir del tipo utilizado en las de Glehn Atlantic.

## Accidentes e incidentes
- El 8 de agosto de 1913, la locomotora No. 3710 "City of Bath" rebasó las señales y chocó por detrás con un tren de pasajeros en la estación de Yeovil Pen Mill, en Somerset. Dos personas murieron.[9]

## City of Truro

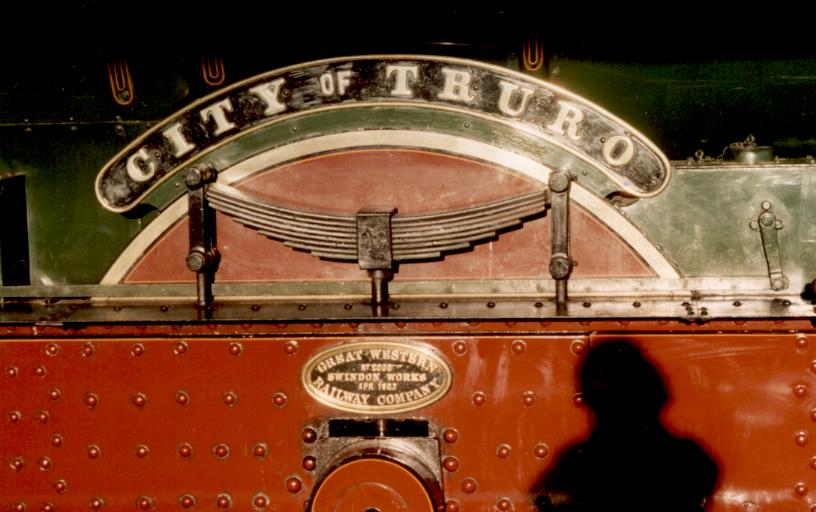
La placa de identificación y la placa de trabajo de la "City of Truro", que registran que la locomotora fue la número 2000 de las construidas en Swindon, y salió de la fábrica en abril de 1903). Plymouth North Road, diciembre de 2004

La máquina más famosa de la clase, la No. 3440 City of Truro (luego renumerada como 3717), es supuestamente la primera locomotora de vapor en viajar a más de 100 mph, lo que logró el 9 de mayo de 1904. Fue la locomotora número 2000 de las construidas en los Talleres de Swindon, y salió de la fábrica en abril de 1903.

## Retiro
La retirada de la clase comenzó en 1927 con la máquina No. 3718 City of Winchester, que se retiró en octubre de 1927, siendo la vida útil de las máquinas de poco más de 24 años. La retirada regular de la clase comenzó en agosto del año siguiente y en julio de 1930 solo quedaban dos de estas locomotoras en servicio en el GWR, la 3712 City of Bristol y la 3717 City of Truro. La 3717 fue la primera de las dos últimas máquinas que se retiraron, ya que se dio de baja en marzo de 1931, y la 3712 le siguió dos meses después, en mayo del mismo año.
Solo un miembro de la clase se preservado, la locomotora número 3440/3717 City of Truro.
| Año  | Unidades en servicio al inicio del año | Cantidad desguazada | Total desguazado | Números de las máquinas   |
| ---- | -------------------------------------- | ------------------- | ---------------- | ------------------------- |
| 1927 | 20                                     | 1                   | 1                | 3718                      |
| 1928 | 19                                     | 4                   | 5                | 3701/04/05/10             |
| 1929 | 15                                     | 12                  | 17               | 3700/02–03/06–09/13–16/19 |
| 1930 | 3                                      | 1                   | 18               | 3711                      |
| 1931 | 2                                      | 2                   | 20               | 3712/17                   |

## Preservación
Históricamente significativa debido a su famosa récord de 1904, la City of Truro era una de las principales candidatas para ser conservada, mientras que el resto de la clase se dio de baja. Es propiedad del Museo Nacional del Ferrocarril de York. Se restauró por última vez a pleno funcionamiento en 2004 y, a partir de 2009 se prestó con frecuencia para operar en las líneas principales del Reino Unido y como tren histórico. A partir de 2021 pasó a exhibirse de forma estática.

## Lista de locomotoras
Esta clase estaba sujeta al proceso de redenominación de las locomotoras 4-4-0 del GWR emprendido en 1912, que vio a la Clase Bulldog reunida en la serie 3300–3455, y como otros tipos se volvieron a numerar fuera de esta serie. La Clase City recibió los números 3700–3719, utilizados anteriormente por las locomotoras Bulldog.
| Números | Números        | Nombres            | Nombres        |
| Primero | Segundo (1912) | Primero            | Segundo        |
| ------- | -------------- | ------------------ | -------------- |
| 3400    | 3700           | Durban             |                |
| 3401    | 3701           | Gibraltar          |                |
| 3402    | 3702           | Halifax            |                |
| 3403    | 3703           | Hobart             |                |
| 3404    | 3704           | Lyttelton          |                |
| 3405    | 3705           | Mauricio           |                |
| 3406    | 3706           | Melbourne          |                |
| 3407    | 3707           | Malta              |                |
| 3408    | 3708           | Ofir               | Killarney      |
| 3409    | 3709           | Quebec             |                |
| 3433    | 3710           | Bath               |                |
| 3434    | 3711           | City of Birmingham |                |
| 3435    | 3712           | Bristol            |                |
| 3436    | 3713           | City of Chester    |                |
| 3437    | 3714           | City of Gloucester |                |
| 3438    | 3715           | City of Hereford   |                |
| 3439    | 3716           | City of London     |                |
| 3440    | 3717           | City of Truro      |                |
| 3441    | 3718           | City of Winchester |                |
| 3442    | 3719           | City of Worcester  | City of Exeter |

## Modelismo
- Bachmann Branchline fabrica un modelo de la "City of Truro" a escala OO para su venta a través del Museo Nacional del Ferrocarril.
- La misma compañía lanzó en diciembre de 2014 un paquete conmemorativo con un tren ambulancia de la Primera Guerra Mundial. El paquete contiene un modelo de la locomotora No. 3711 "City of Birmingham" con librea caqui de la Primera Guerra Mundial, tres vagones Midland en color lago carmesí y seis figuras de la Primera Guerra Mundial.
- A principios de la década de 1960 estuvo disponible un kit de construcción de plástico Kitmaster OO a escala (1:76) para construir un modelo de la máquina No. 3440 "City of Truro", que luego fue producido por Airfix y posteriormente por DAPOL.